# Ruzsa György
Ruzsa György (Budapest, 1947. április 12. –) magyar művészettörténész, egyetemi tanár, Gellér Katalin művészettörténész férje.

## Életpályája
Tanulmányait 1965–1971 között az Eötvös Loránd Tudományegyetem Bölcsészettudományi Karán és a Moszkvai Állami Egyetemen művészettörténet–orosz szakokon folytatta.
1971-től az Iparművészeti Múzeumban volt muzeológus 1985-ig. 1972–1975 között Moszkvában aspiráns, valamint Viktor Nyikitics Lazarev magántanítványa volt. 1975-ben szerezte doktori címét. 1979-ben Görögországban a görög kolostorok művészetét tanulmányozta. 1984-ben, 1991-ben és 1996-ban a Brüsszeli Szabad Egyetem kutatója és előadója volt. 1985-től az ELTE Művészettörténet Tanszékének munkatársa, majd docense. 1994–1997 között a muzeológiai és közművelődési tanszékcsoport vezetője volt. 1999 óta a Képzőművészeti Főiskola magántanára. 2005-től egyetemi tanár.

## Kutatási területe
Kutatási területe a bizánci művészet, a bizánci és posztbizánci ikonok. foglalkozott az 1960-as, 1970-es és 1980-as évek szovjet nonkonformista művészetével, a klasszikus orosz avantgárddal.

## Művei

### Szakcikkek
- Látogatás K. Sz. Melnyikovnál, Magyar Építőművészet, 1974/4.
- Vlagyimir Jankilevszkij, Művészet, 1974/9.
- Látogatás észt művészeknél, Magyar Építőművészet, 1976/3.
- Banga Ferenc (kat., bev. tan., Hajdúböszörmény, 1979)
- Icons, 1981
- Vlagyimir Jankilevszkij, Négy Évszak, 1985/9.
- Eduard Stejnberg, Négy Évszak, 1985/10.
- Tatlin, Revue des Pays de l'Est, 1986/1.
- Az orosz avantgárd és az ikonfestészet, Ars Hungarica, 1988/1.
- Art and Revolution, New Hungarian Quarterly, 1988/nyár
- Vlijanyije ikonopiszi na absztraktno-geometricseszkije tendenciji v russzkom avantgargye, Dissertationes Slavicae, Sectio Linguistica, 1990/21.
- Pétervári Újak, Belvedere, 1991/1.

### Kötetek
- Larionov; Corvina, Bp., 1977 (A művészet kiskönyvtára)
- A Keresztény Múzeum ikonja. Esztergom, 1978; katalógus Ruzsa György; Keresztény Múzeum, Esztergom, 1978
- Teofan Grek, Rublʹov, Dionyiszij; bolgárra ford. Gizela Sorsics; Bulgarszki Hudozsnyik–Képzőművészeti Alap, Sofija–Bp., 1978 (Mojat muzej)
- Ikonok könyve. A nemzeti és a helyi iskolák a bizánci és a posztbizánci ikonfestészetben; Képzőművészet Alap, Bp., 1981
- Novgorod, Pszkov és az orosz Észak; fotó Rácz Endre, szöveg Ruzsa György; Corvina, Bp., 1981 (németül is)
- Feofan Grek; Corvina, Bp., 1982 (A művészet kiskönyvtára)
- Ikonok. Magyarországi magángyűjtemények és múzeumok anyagából vál. és a bev. szöveget írta Ruzsa György; Kossuth Nyomda, Bp., 1987 (angolul, németül is)
- Orosz fém ikonok. Kiállítás az esztergomi Keresztény Múzeumban, 1996. május 11–1996. október 31.; katalógus Ruzsa György, fotó Mudrák Attila, Galyasi Géza; Kurucz Gábor, Bp., 1996
- Görög és orosz ikonok, 1997
- Real Anxieties, Nonconformist Art from the Soviet Union, Budapest, 1997.
- A régi orosz festészet kapcsolatai. A kezdetektől a XVI. század végéig; Balassi, Bp., 1998
- Hagyomány a fémikonok művészetében, 2004
- Bronzba zárt imák. 500 orosz fémikon az Iparművészeti Múzeumban a moszkvai Rubljov Múzeumból és hazai közgyűjteményekből. Kiállítás az Iparművészeti Múzeumban, 2005. április 26–július 10.; katalógus, műtárgylista Ruzsa György; Iparművészeti Múzeum. Bp., 2005
- Bronzba zárt áhítat. Az orosz fémikonok művészete és teológiája; Pest Megyei Múzeumok Igazgatósága, Szentendre, 2009
- Az orosz ikon magyar kapcsolatai; Sztárstúdió Bt., Gödöllő, 2011
- Ikonborításos orosz ikonok egy budapesti magángyűjteményből; Sztárstúdió Bt., Gödöllő, 2011 (németül is)
- Képes ikonlexikon; Sztárstúdió Bt., Gödöllő, 2012
- Az ikon. Teológia, esztétika, ikonográfia, ikonológia, technika; Russica Pannonicana, Bp., 2012
- Az ikonfestészet lexikona; Corvina, Bp., 2014
- Ikonragyogás. Fémikonok, teológia, esztétika; Vármédia Print, Gödöllő, 2014 (németül is)
- Russische Metallikonen in ungarischen Sammlungen; Sztárstúdió Bt., Gödöllő, 2014
- Ikon és zománc; Pálos Fogadóközpont, Gödöllő–Bp., 2015 (angolul is)
- "A Szentséges Szűzanya rézből öntött képmása nyugodott a jobb karomon...". Az orosz fémikonok művészete; Sziklatemplom Pálos Fogadóközpont, Bp., 2016
- Sammlung Georg Ruzsa Russische Metallikonen; Ruzsa György, Gödöllő, 2016